# Charles Melville Hays
Charles Melville Hays (Rock Island, 16 maggio 1856 – Oceano Atlantico, 15 aprile 1912) è stato un imprenditore statunitense, magnate dell'industria ferroviaria statunitense e canadese e presidente della Grand Trunk Railway.

## Biografia
Hays iniziò a lavorare nel settore ferroviario a 17 anni come impiegato della Atlantic and Pacific Railroad di Saint Louis, Missouri. Tra il 1877 ed il 1884 ricoprì la carica di segretario del direttore generale della Missouri Pacific Railroad. Nel 1886 divenne direttore generale della Wabash Railroad, mentre nel 1889 venne nominato vicepresidente di tale società, carica che ricoprì fino al 1896, quando divenne direttore generale della Grand Trunk Railway in Canada e, nell'ottobre 1909, persino presidente. Per un breve periodo fu anche presidente della Southern Pacific Railroad. Sposò Clara Jennings Gregg a Saint Louis il 13 ottobre 1881. La coppia ebbe quattro figlie: Orian (sposata prima con Thornton Davidson e poi con Robert N. Hickson), Clara (moglie di Hope Scott), Marjorie (moglie di George Hall), e Louise (futura signora Grier).

## Titanic

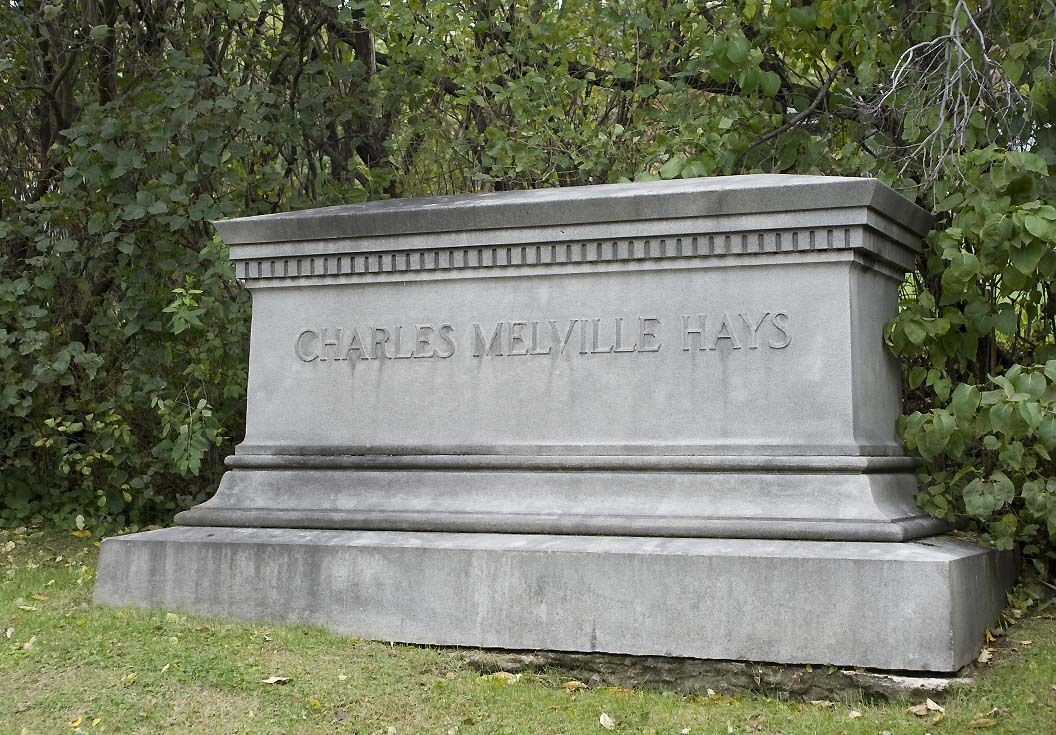
Tomba di Charles Melville Hays al cimitero di Montréal

Nell'aprile del 1912 Hays si trovava a Londra per richiedere un sostegno finanziario per la sua società e doveva ritornare in Canada per assistere all'apertura del Château Laurier, un albergo di 660 000 metri quadrati finanziato da lui stesso e chiamato così in onore del primo ministro Laurier. L'inaugurazione venne fissata per il 25 aprile 1912. Ricevette inoltre la notizia che sua figlia Louise aveva dei problemi con la gravidanza. Su invito di Joseph Bruce Ismay, amministratore delegato della White Star Line, Hays s'imbarcò sul Titanic in occasione del suo primo viaggio assieme alla moglie Clara, alla figlia Orian, al genero Thornton Davidson, al suo segretario (il signor Vivian Payne) e la cameriera della moglie (la signorina Mary Anne Perreault). Gli Hays occuparono la cabina di prima classe B-69 sul ponte passeggiata.
Durante la serata del 14 aprile 1912, Hays si trovava nella sala fumatori di prima classe assieme al colonnello Archibald Gracie IV e al capitano Edward Crosby. Il trio stava parlando dei progressi tecnologici nel campo dei trasporti e Hays espresse la propria preoccupazione riguardo alla grandezza e alla velocità delle navi dell'epoca, dicendo che questa tendenza sarebbe stata presto "punita" con un terribile disastro ("The time will come soon when this trend will be checked by some appalling disaster"); venti minuti dopo, alle 23:40, il Titanic urtò l'iceberg che lo fece naufragare.
Dopo la collisione, Charles Hays mise al sicuro la moglie e la figlia sulla lancia di salvataggio numero 3. Per rassicurare le due donne, disse loro che il Titanic sarebbe rimasto a galla per almeno dieci ore ("afloat for at least 10 hours"), quando in realtà si sapeva che la nave sarebbe affondata entro non più di tre ore, come effettivamente fu. Hays, il genero e il segretario non sopravvissero al naufragio. Il corpo di Hays fu recuperato il 26 aprile 1912 dalla nave Minia e sepolto al Mount Royal Cemetery di Montréal, in Canada, l'8 maggio.